# Augurkenstruik
De augurkenstruik (Decaisnea insignis) is een struik uit de familie Lardizabalaceae. De soort komt oorspronkelijk uit Oost-Azië, onder meer uit India, Nepal, Bhutan, China en Myanmar. In Nederland en België wordt de struik gebruikt als tuinplant.

## Beschrijving
Augurkenstruiken zijn bladverliezende struiken of kleine bomen die 5 tot 8 meter hoog kunnen worden met stammen tot 20 centimeter in diameter. De bladeren zijn geveerd, 60 tot 90 cm lang, met maximaal 25 blaadjes van elk 15 cm lang en 10 cm breed. De klokvormige groenachtig gele bloemen zitten in hangende pluimen van 25 tot 50 cm lang. Elke bloem is 3 tot 6 cm breed. De vruchten hebben de vorm van augurkachtige peulen. Ze zijn groenachtig geel tot blauwzwart met een lengte van 10 cm en een diameter van 3 cm. De vrucht bevat een transparante, kleverige, geleiachtige pulp met talrijke (meestal ongeveer 40) platte zwarte zaden van ongeveer een centimeter breed. Het vruchtvlees is eetbaar, maar de zaden niet. De smaak van het fruitpulp varieert van zoet tot flauw.

## Afbeeldingen

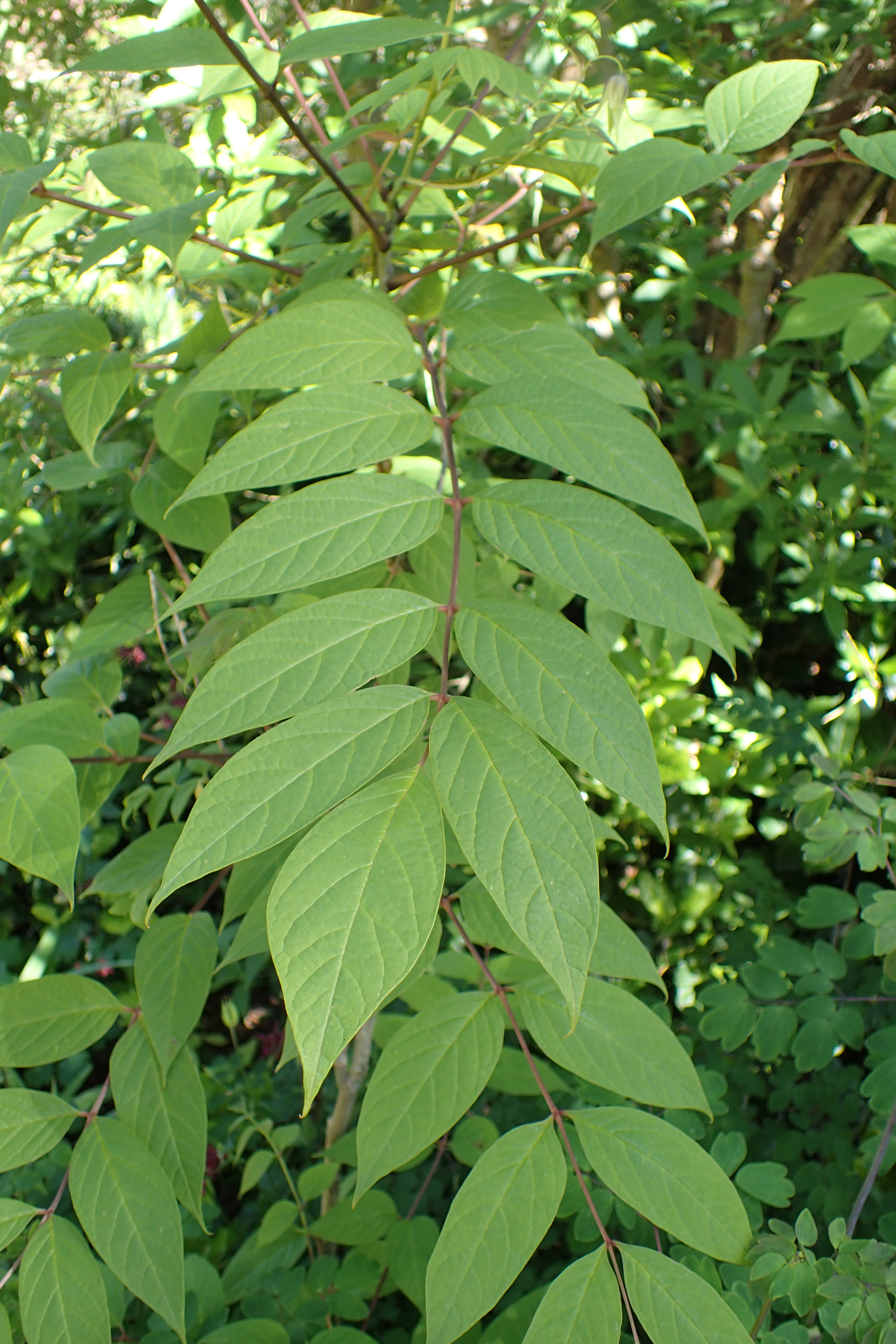
blad
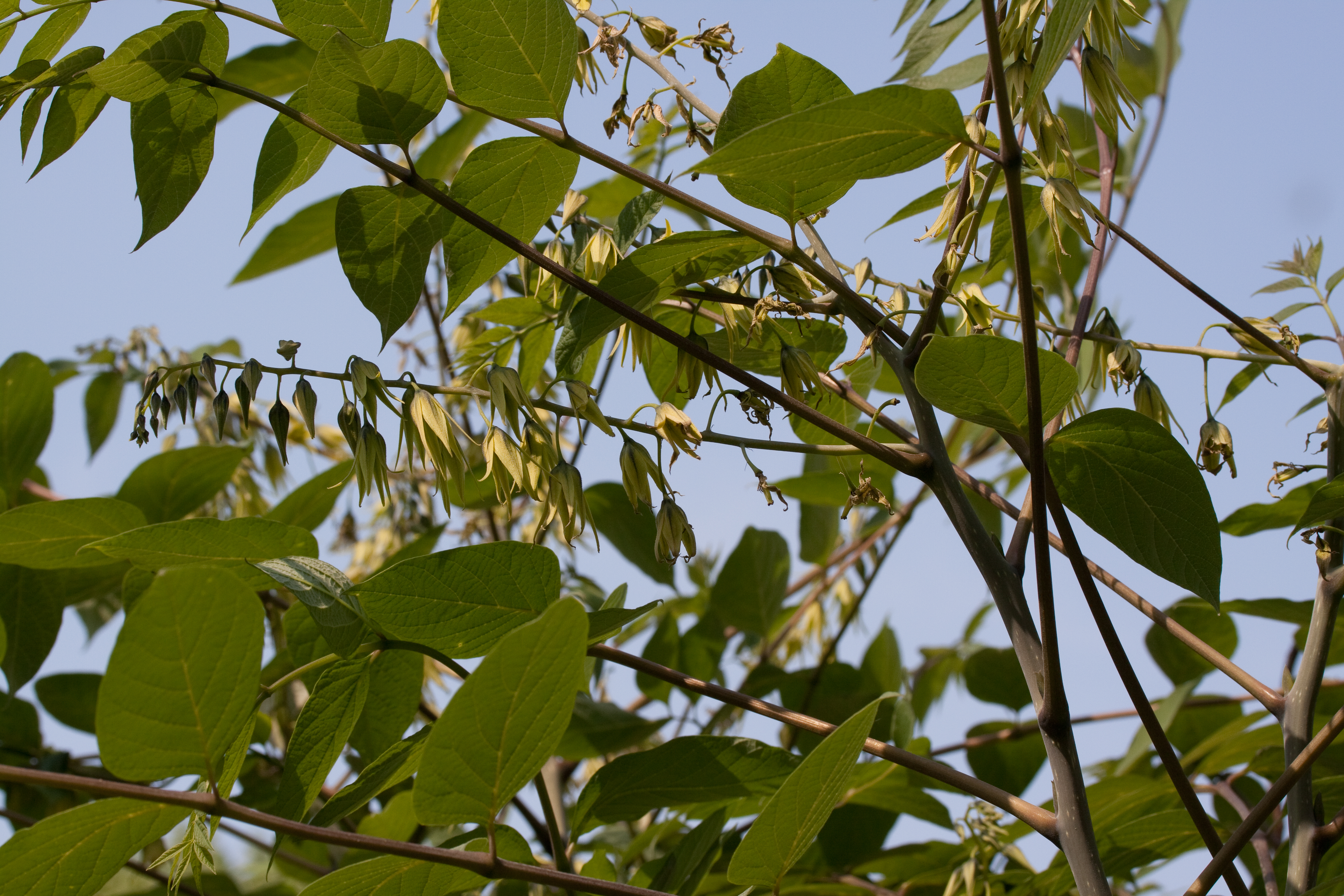
Bloemen
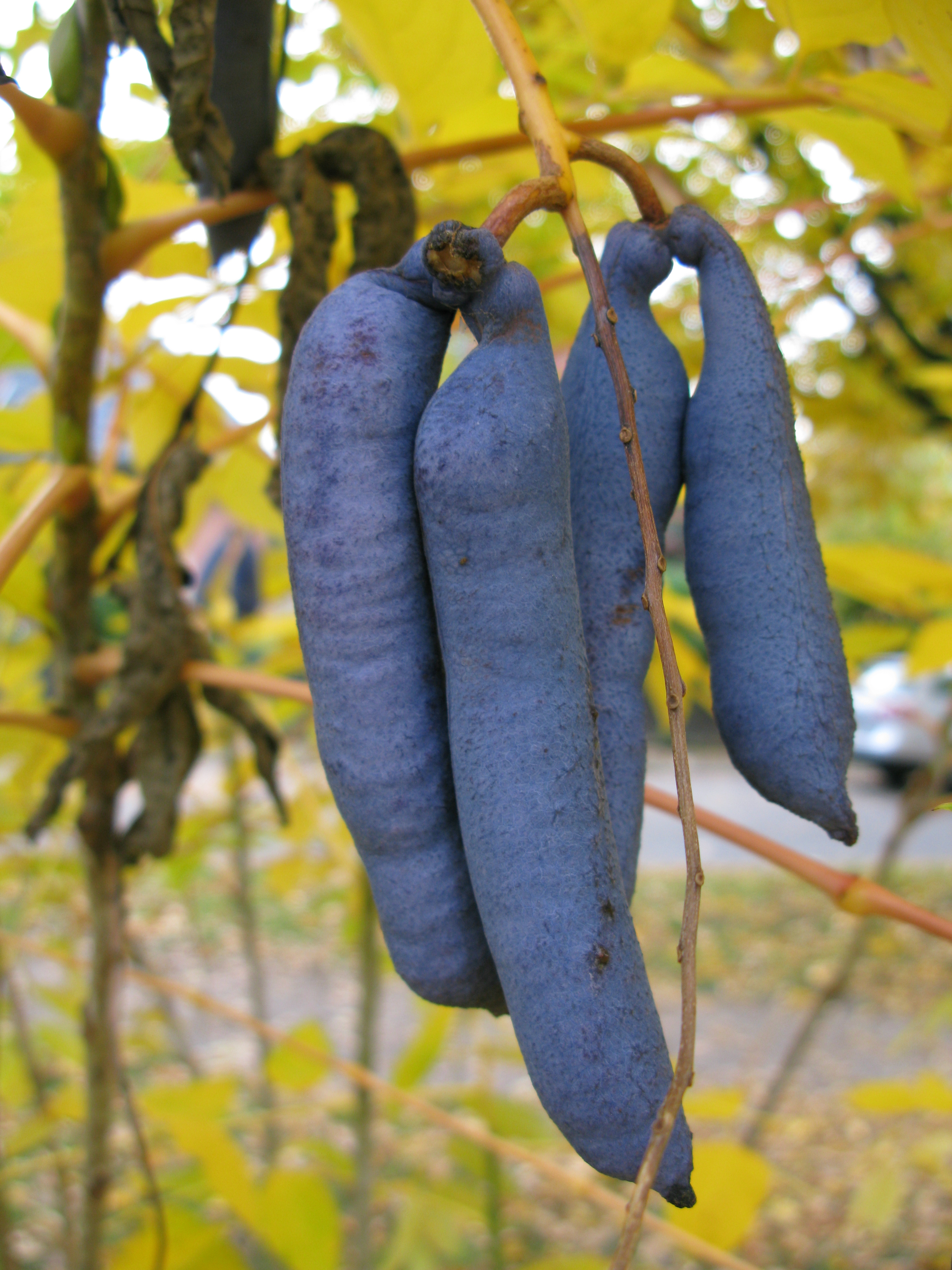
Vruchten
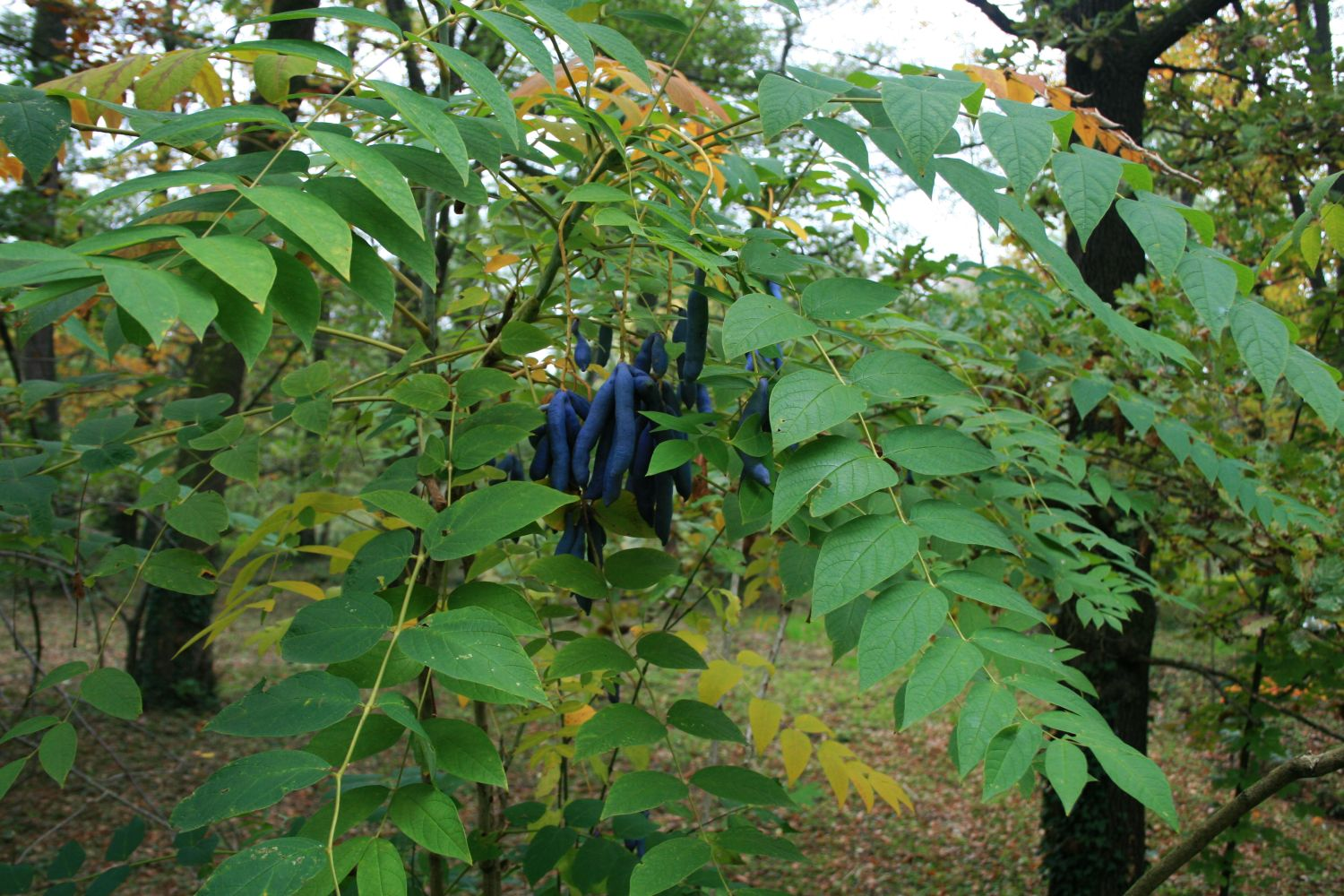
Struik met vruchten
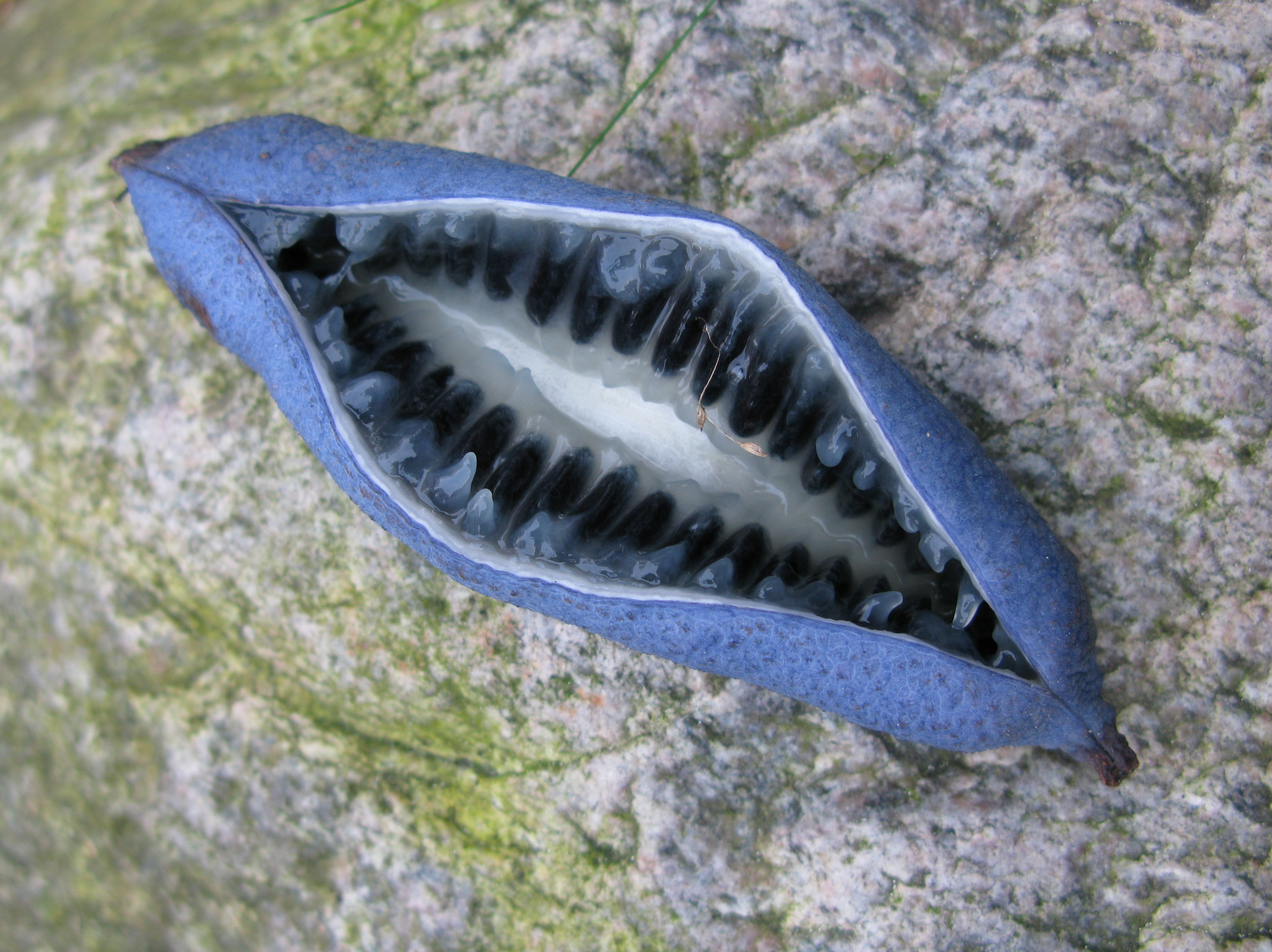
Vrucht en zaden
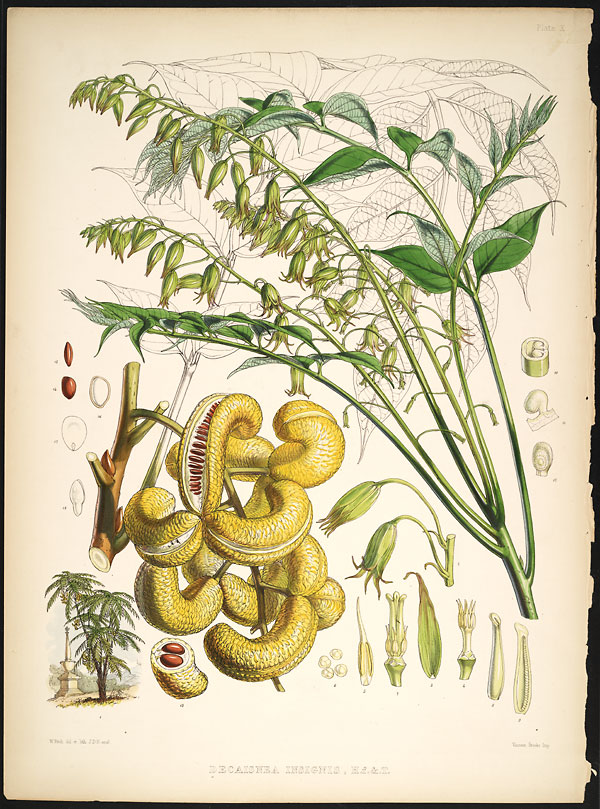
Schets